# Strada statale 462 della Val d'Arda
La ex strada statale 462 della Val d'Arda (SS 462), ora strada provinciale 462 R della Val d'Arda (SP 462 R), è una strada provinciale italiana che si snoda nella provincia di Piacenza.

## Percorso
Ha inizio nella località di San Pietro in Corte (nel comune di Castelvetro Piacentino), dalla ex strada statale 10 Padana Inferiore; il suo tracciato è lineare e scorrevole e, a dispetto del nome, non entra nella Val d'Arda, ma scorre a fianco del torrente omonimo solamente per un breve tratto. Tocca quindi le località di San Pietro in Cerro, Cortemaggiore (dove diparte la ex strada statale 587 di Cortemaggiore) e, dopo aver intersecato l'autostrada A1, giunge poco a nord di Fiorenzuola d'Arda, dove si immette sulla strada statale 9 Via Emilia.
In seguito al decreto legislativo n. 112 del 1998, dal 2001 la gestione è passata dall'ANAS alla Regione Emilia-Romagna, che ha provveduto al trasferimento dell'infrastruttura al demanio della Provincia di Piacenza.